# Rugby à 5
Ne doit pas être confondu avec Touch rugby.
Le rugby à 5 (appelé aussi «  rugby à toucher ») est un sport de la famille du rugby, développé par la Fédération française de rugby à XV dans le but de permettre au plus grand nombre d'accéder à une nouvelle forme de jeu de rugby sans choc et sans placage. Il a été conçu par la fédération française de rugby à XV.
Les règles sont simples et le jeu ne nécessite pas beaucoup de matériel (un ballon et un terrain rectangulaire de 50 à 70 mètres par 35 à 50 mètres). Il peut se pratiquer sur tous les terrains : herbe, synthétique, gymnase, etc. 
Le contact physique est évité, ce qui rend le jeu ouvert à tous, et donne la possibilité de jouer sans crainte de blessures. Il existe ainsi des équipes mixtes.
Au 1er décembre 2015, la FFR enregistre une hausse de 97 % des licenciés avec une licence Nouvelles pratiques en comparaison du mois de novembre 2014. À titre d'exemple, 45 % des clubs en Ile-de-France proposent du rugby à 5 au 14 décembre 2015 et le taux de croissance des licenciés est de 108 % entre septembre 2015 et septembre 2016. Le nombre de licenciés au Comité d'Île-de-France de rugby est de 1 061 (739 hommes et 322 femmes) au 28 février 2017.

## Les règles

### Normes

#### Le terrain
- Le terrain réglementaire est de forme rectangulaire et de dimension de 50 × 35 mètres (moitié d'un terrain de rugby ou de football).

#### Le ballon
- Le rugby à 5 se joue avec un ballon de taille 4[1], plus petit qu'un ballon de rugby traditionnel.

#### Composition des équipes et remplacements

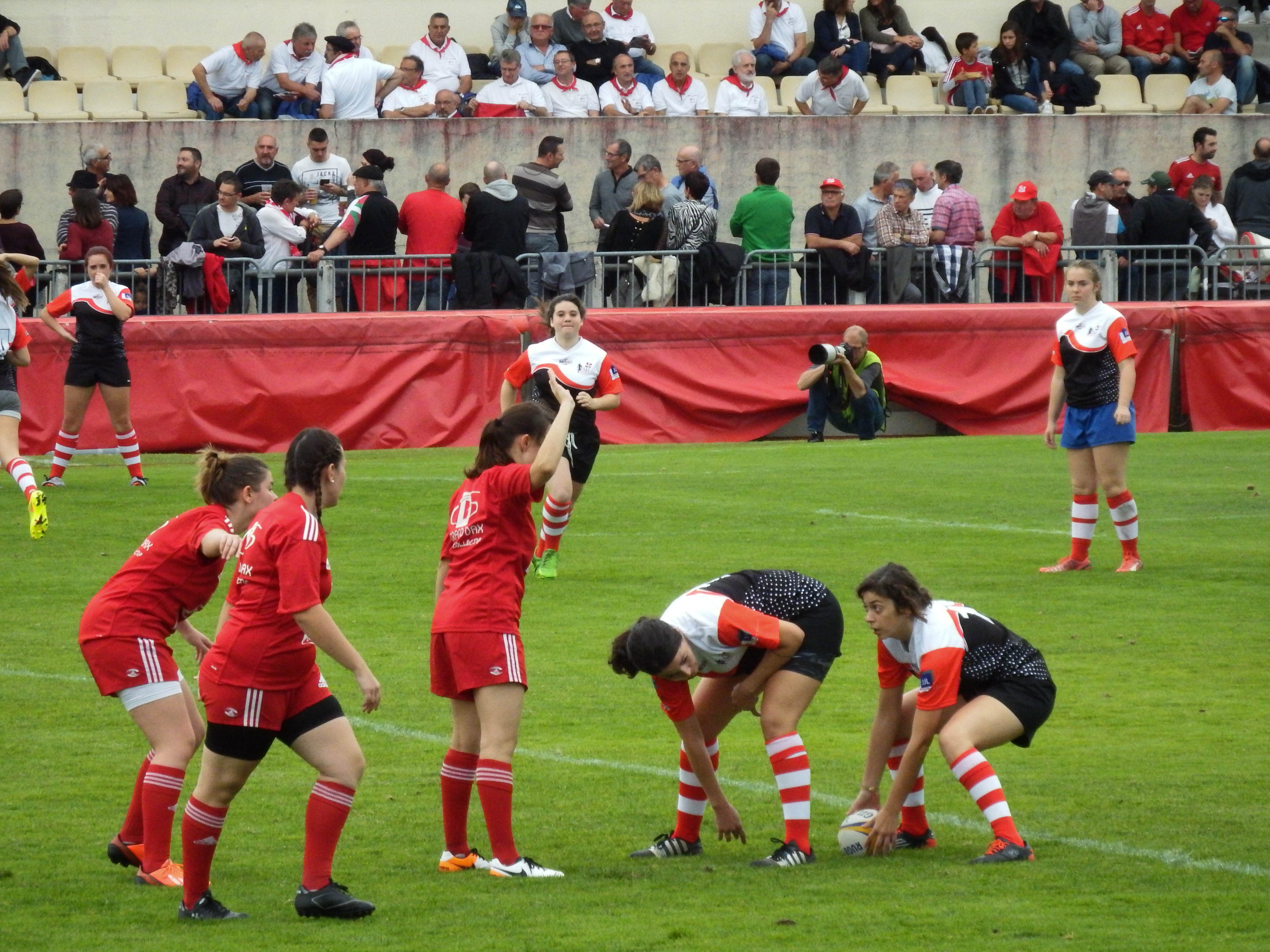
Rencontre féminine entre l'US Dax et le FAR Biarritz.

- Les équipes peuvent être masculines, féminines ou mixtes[5]. Pour une équipe mixte, il faut au minimum deux femmes sur le terrain.

- Chaque équipe peut être constituée de 11 joueurs et ne peut avoir plus de 5 joueurs présents sur l'aire de jeu.

- Les remplacements sont illimités et peuvent avoir lieu à n'importe quel moment du match, y compris lorsque le ballon est vivant.

### Durée de la partie
Une rencontre dure au maximum 20 minutes, dont deux mi-temps de 5 à 10 minutes et un repos de 1 à 2 minutes. La durée des matchs est fixée par l’organisateur en fonction du nombre d’équipes engagées, du nombre de terrains disponibles, et de la durée du tournoi.
Quand le temps de jeu est expiré, la partie s’achève au prochain ballon mort. Si une pénalité intervient pendant cette période, elle est jouée.

### Arbitres
Chaque partie est arbitrée par au moins 2 arbitres (officiels ou non). Ils sont les seuls juges en matière de faits et ils officient en jugeant selon les règles du jeu durant le match.
Les 2 arbitres se répartissent de part et d’autre du terrain : à hauteur du ballon pour le plus éloigné, et derrière les défenseurs pour le plus proche de l’action.

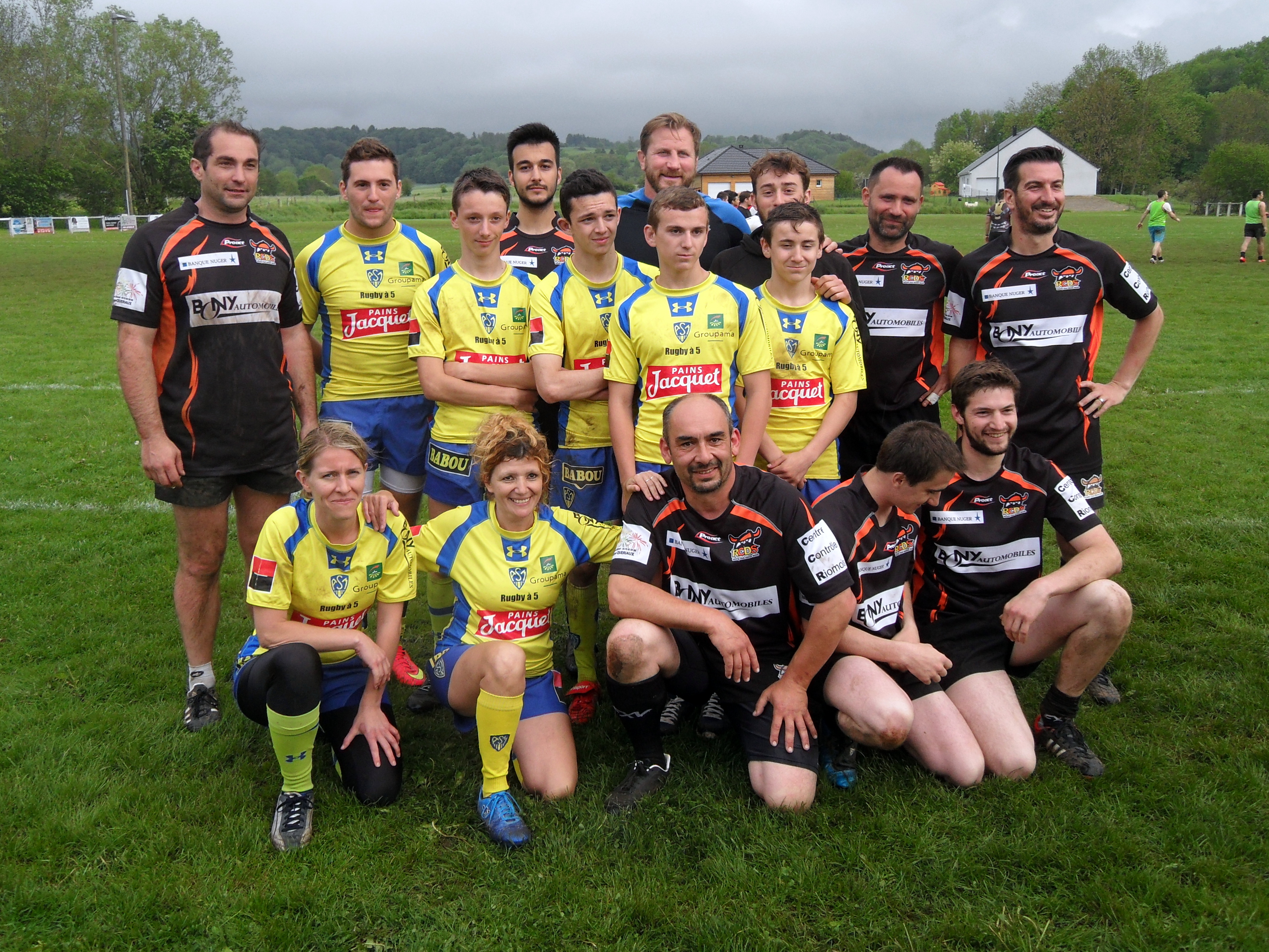
Elvis Vermeulen au tournoi de Ceyssat, en compagnie des équipes du RCDS et de l'ASM.

## Le rugby à cinq en France
La France dispose à ce jour de 167 clubs environ répartis dans 29 comités. Au 1er décembre 2015, 1.055 hommes et 512 femmes pratiquent la discipline avec une licence Nouvelles pratiques. Les licenciés Compétition et Loisir qui jouent au rugby à XV sont nombreux à jouer également au 5.

## Championnat de France de rugby à cinq
| Saison | Lieu               | Open Masculin           | Open Féminin                    | Mixte                | + de 35 ans              | Entreprises           |
| ------ | ------------------ | ----------------------- | ------------------------------- | -------------------- | ------------------------ | --------------------- |
| 2009   | Portes-lès-Valence | AC Boulogne-Billancourt | -                               | Saint-Martin-d'Hères | St-Marcellin             |                       |
| 2010   |                    | Brens Touch Rugby       | -                               | Union Bords de Marne | Union Bords de Marne     |                       |
| 2011   |                    | Brens Touch Rugby       | -                               | -                    | -                        |                       |
| 2012   |                    | CO Le Creusot           | -                               | Brens                | Armagnac-Bigorre         |                       |
| 2013   |                    | Stado Tarbes Pyrénées   | -                               | Union Bords de Marne | Armagnac-Bigorre         |                       |
| 2014   | Argelès-Gazost     | Stado Tarbes Pyrénées   | Union Bords de Marne            | Terres de France     | Armagnac-Bigorre         |                       |
| 2015   | Argelès-Gazost     | US Enclave              | Stado Tarbes Pyrénées           | Brens                | Saint-Martin-d'Hères     |                       |
| 2016   | Larche             | St-Claude               | Houilles                        | Terres de France     | Saint-Martin-d'Hères     |                       |
| 2017   | Larche             | RC Massy                | Houilles                        | Terres de France     | Saint-Martin-d'Hères     |                       |
| 2018   | Herblay-sur-Seine  | St-Claude               | Stade chamalièrois              | Touch Rugby Voglans  | Puteaux Rugby            |                       |
| 2019   | Herblay-sur-Seine  | ASBC Rugby              | ROC Houilles Carrière sur Seine | US baumoise          | Saint Martin d'Hères     | Alibi                 |
| 2022   | Blois              | RC Cruas                | CS Annonay                      | US baumoise          | Étoile sportive catalane | Naval Group de Toulon |
| 2023   | Blois              | RC Cruas                | Étoile sportive catalane        | US Tours             | AAS Sarcelles            | CS Annonay            |
| 2024   | Lectoure           | RC Cruas                | Etoile Sportive Catalane        | Stade Chamaliérois   | US Tours                 | Pompiers de Toulouse  |
| 2025   | Lectoure           | RC Cruas                | Etoile Sportive Catalane        | Stade Chamaliérois   | Etoile Sportive Catalane | CS Annonay            |

### Archives vidéographiques
- Lien vers la vidéo du Comité Ile-de-France de rugby - CIFR : « Le Rugby à 5 », sur www.youtube.com (consulté le 7 décembre 2015)